# Ксёнз, Павел Сергеевич
 Павел Сергеевич Ксёнз  (укр. Павло Сергійович Ксьонз; род. 2 января 1987, Миргород, Полтавская область) — украинский футболист, защитник и полузащитник. Играл за национальную сборную Украины.

## Биография
Начинал заниматься футболом в Миргороде. В ДЮФЛ выступал за клубы: «Земляк» (Миргород), «Динамо» (Киев), «Отрадное». Лучший бомбардир ДЮФЛ сезона 2003/04.
Дебютировал в «Динамо-3» 2 апреля 2004 года в матче против «Равы» (1:0), в «Динамо-2» 14 августа 2004 года в матче против алчевской «Стали» (3:1). В 2007 году был отдан в аренду киевскому ЦСКА. Летом 2007 года был отдан в аренду «Закарпатью», в клубе провёл 22 игры и забил 1 гол. Сезон 2008/09 начинал в аренде в мариупольском «Ильичёвце», в феврале 2009 года перешёл в «Харьков». 1 сентября 2009 года был отдан в аренду «Закарпатью». 6 марта 2012 подписал контракт сроком на 4,5 года со львовскими «Карпатами». Где взял 7 номер.
29 июля 2013 года стало известно, что Ксёнз проведёт год в аренде в харьковском «Металлисте». 27 февраля 2015 года стало известно что, он доиграет сезон в аренде в днепропетровском «Днепре». 23 февраля 2018 года на правах свободного агента подписал контракт с клубом «Сандецья».

### Карьера в сборной
Провёл 6 игр (3 гола) за юношескую сборную Украины до 17 лет, 22 игры (7 голов) — за сборную Украины до 19 лет. В конце мая 2015 года главный тренер национальной сборной Украины Михаил Фоменко впервые вызвал Ксёнз в стан команды.
9 июня 2015 года дебютировал за национальную сборную Украины в товарищеском матче против Грузии.

## Достижения
- Бронзовый призёр чемпионата Украины (2): 2013/14, 2014/15
- Победитель Первой лиги Украины: 2010/11